# Goya, historia de una soledad
Goya, historia de una soledad è un film del 1971 diretto da Nino Quevedo, basato sulla vita del pittore spagnolo Francisco Goya.
È stato presentato in concorso al 24º Festival di Cannes.

## Riconoscimenti
- 1971 - Cinema Writers Circle Awards
  - Miglior attrice non protagonista (María Asquerino)